# Чехильканд
Чехильканд (дари چهلکند) — кишлак на северо-востоке Афганистана, в вилаяте (провинции) Бадахшан. Входит в состав района Вахан.

## Географическое положение
Чехильканд расположен на северо-востоке Бадахшана, в высокогорной местности, на правом берегу реки Вахандарьи, на расстоянии приблизительно 250 километров к востоку от города Файзабада, административного центра вилаята. Абсолютная высота — 3304 метра над уровнем моря. Ближайшие населённые пункты — посёлок Сархад-е-Вахан (выше по течению Вахандарьи), кишлаки Каркат, Пуртворс, Птух и Селькындж (ниже по течению Вахандарьи).

## Население
На 2003 год население составляло 360 человек (202 мужчины и 158 женщин). Дети в возрасте до 15 лет составляли 50 % от общего количества жителей кишлака. В национальном составе преобладают ваханцы.